# Ratusz w Ostrowie Wielkopolskim
Ratusz w Ostrowie Wielkopolskim – XIX wieczny budynek położony w rynku w Ostrowie Wielkopolskim, dawna siedziba władz miejskich. Trzeci ratusz w historii miasta.

## Historia
Budynek zaprojektował w roku 1828 Johann Heinrich Häberlin późniejszy nadworny architekt Sanssouci, który był współpracownikiem i uczniem Karla Schinkla (ostrowski ratusz jest często błędnie przypisywany właśnie Schinklowi). Był to obiekt piętrowy, z dziedzińcem i przejazdem w przyziemiu. Na parterze znajdowały się: odwach, wyszynk, waga miejska, kramy kupieckie i straż ogniowa, na piętrze: magistrat, sale sądowe i więzienie.
Pierwszej przebudowy dokonano w 1862 roku. Dziedzińczyk nakryto wówczas szklanym dachem i otoczono kolumnadą, a sam obiekt pełnił już tylko funkcje administracyjne. Przejazd w przyziemiu zlikwidowano na przełomie XIX i XX wieku. Podczas kolejnej przebudowy w 1948 roku według projektu Kazimierza Ulatowskiego nadbudowano piętro likwidując jednocześnie dziedzińczyk. Przed przebudową ratusz miał cechy neorenesansowe, później nabrał więcej cech neobarokowych.
Obiekt modernizowano i restaurowano jeszcze w latach 1977–1985 i 2004–2005.
Od grudnia 2003 roku z wieży zegarowej wygrywany jest hejnał miasta.
2 maja 2005 r. w wieży ratuszowej umieszczona została, z myślą o kolejnych pokoleniach, miedzianą skrzynkę zawierającą między innymi akt spisany na okoliczność remontu ostrowskiego ratusza, płytę kompaktową z wykazem mieszkańców na dzień 8 maja 2005 r., podkowę szczęścia, Medal Sześćsetlecia Miasta Ostrowa, publikacje książkowe wydane w związku z miejskim jubileuszem, lokalne i regionalne gazety.

## Opis budynku
Budynek jest trzykondygnacyjny, tynkowany, z barokizującą wieżą zegarową wtopioną w korpus budynku. Parter i naroża są boniowane, całość opasana jest gzymsami, przyozdobiona kroksztynami, a od strony południowej znajduje się balkon wsparty filarach. Na zewnątrz budynku znajdują się pamiątkowe tablice oraz, na czele budynku, sentencja: Concordia res parvae crescunt – Discordia maximae dilabuntur – W zgodzie małe rzeczy rosną – W niezgodzie największe się rozpadają. 

## Funkcje
W budynku znajdują się restauracja oraz Muzeum Miasta Ostrowa Wielkopolskiego. W ratuszu miały miejsce koncerty Muzeum Jazz Festiwal oraz (do września 2005 roku, obecnie w kinie Komeda) koncerty z cyklu Jazz w Muzeum. Tutaj także odbywają się wystawy Międzynarodowego Biennale Małej Formy Graficznej i Ekslibrisu.
Ratusz pełni ponadto funkcję pałacu ślubów.

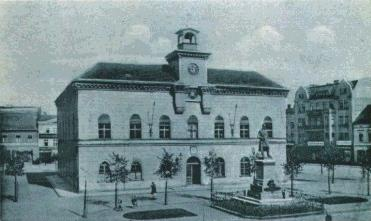
Ratusz w roku 1900
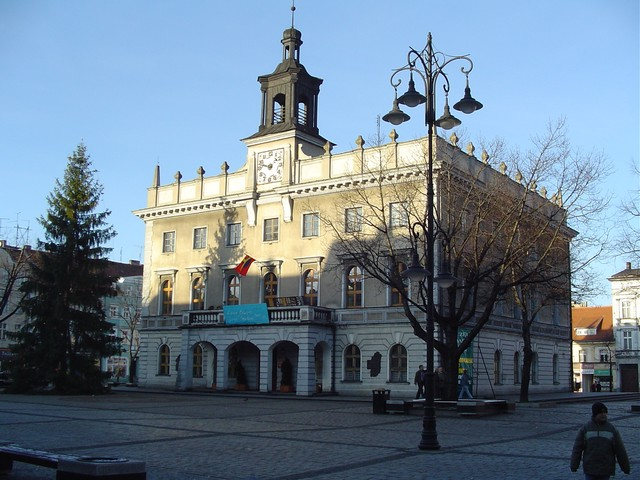
Ratusz przed renowacją w roku 2004